# Enstatite
L'enstatite (talvolta abbreviata in en), Mg2Si2O6 (formula ufficiale riportata dall'IMA) è un ortopirosseno ricco in Mg, comune in peridotiti e gabbri; associato comunemente anche in molte rocce metamorfiche di alto grado.
In natura si trova in miscele isomorfe con la ferrosilite.

## Morfologia
Questo minerale appartiene al sistema cristallino ortorombico, presenta solitamente un abito prismatico, con rari cristalli principalmente massivi o fibrosi.

## Varietà
La bronzite è una varietà di enstatite ricca di ferro.